# Marionina arenaria
Marionina arenaria är en ringmaskart som beskrevs av Healy 1979. Marionina arenaria ingår i släktet Marionina och familjen småringmaskar. Arten har ej påträffats i Sverige. Inga underarter finns listade i Catalogue of Life.